# アムトケファレ
アムトケファレ（学名：Amtocephale）は、モンゴル国の上部白亜系の地層から化石が産出した、パキケファロサウルス科に属する周飾頭類の恐竜の属。2011年に林原自然科学博物館の研究により記載・命名されたタイプ種アムトケファレ・ゴビエンシスが知られる。属名は化石産地であるアムトガイとギリシャ語で「頭」を意味するκεφαλήに由来し、タイプ種の種小名は化石がゴビ砂漠から産出したことにちなむ。
2002年に発見された頭頂部の骨（MPC-D 100/1203）のみが発見されている。化石が産出したバインシレ層は、Watabe et al. (2011)ではチューロニアン階からサントニアン階とされる。パキケファロサウルス科の中では最古の分類群であるが、既にドーム型の頭頂部を持つという堅頭竜類のうち派生的な特徴が現れている。